# Rupicola peruvianus
Il galletto di roccia andino (Rupicola peruvianus (Latham, 1790)) è un uccello passeriforme della famiglia Cotingidae.

## Descrizione

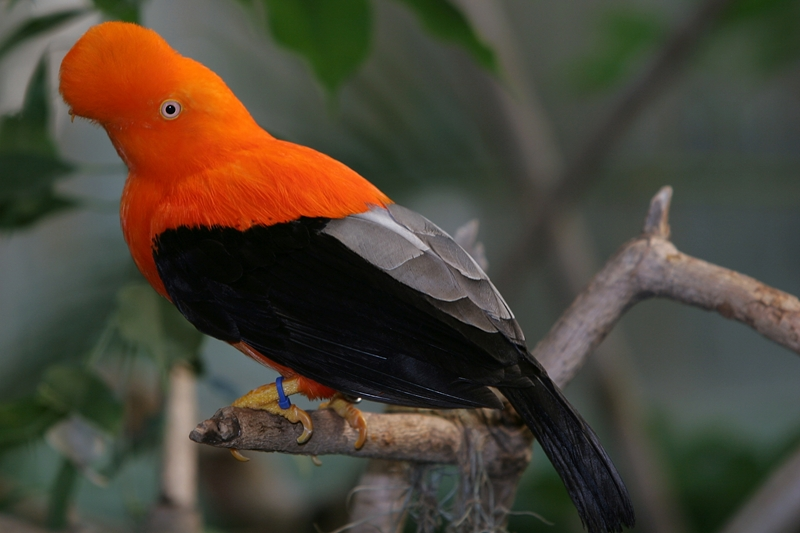
Maschio in cattività.

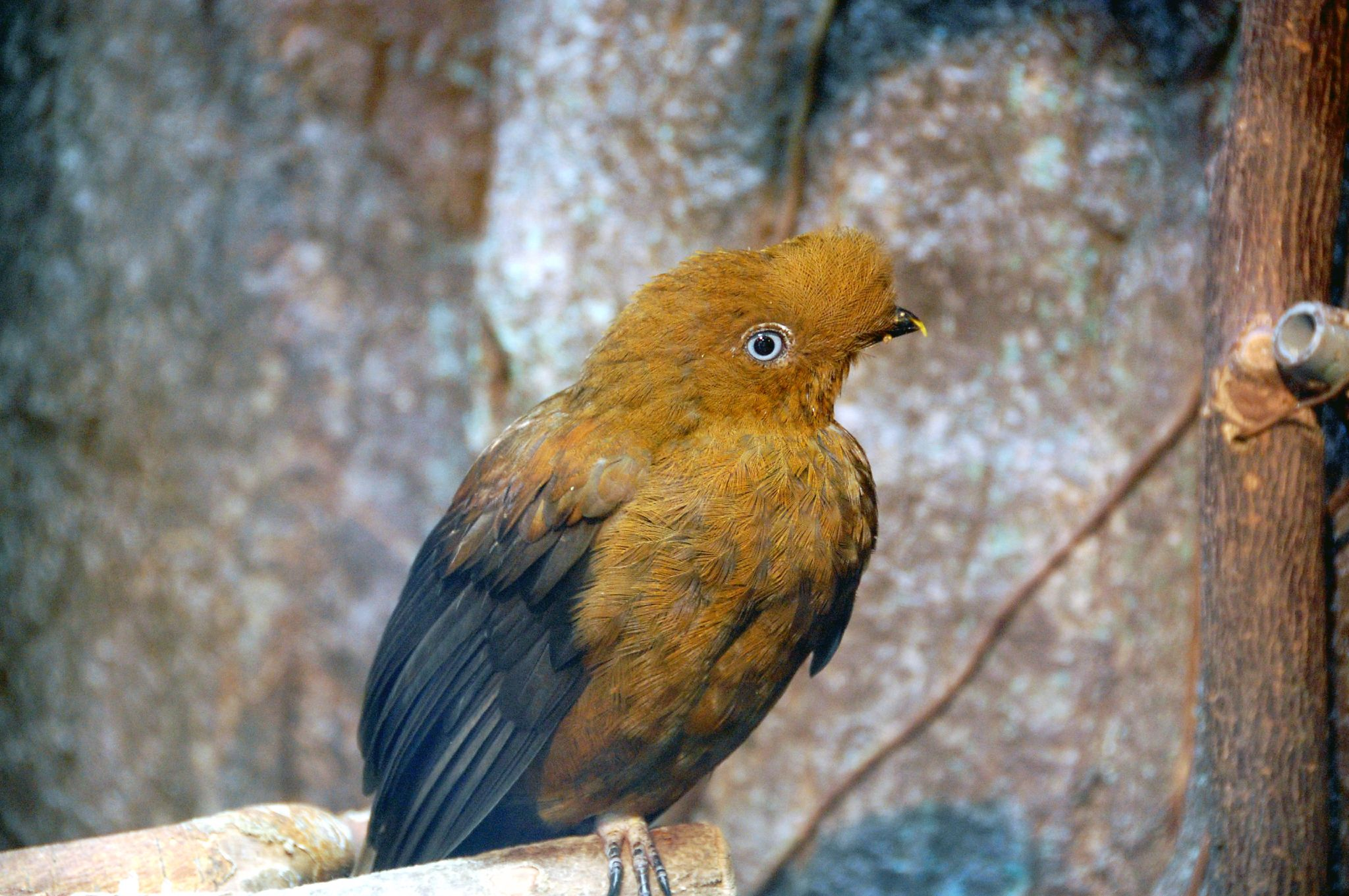
Femmina in cattività.

### Dimensioni
Misura 30-32 cm di lunghezza, per un peso di 213-266 g: a parità d'età, i maschi sono più grossi e pesanti rispetto alle femmine.

### Aspetto
Si tratta di uccelli dall'aspetto paffuto e massiccio, ma più slanciato rispetto al simile galletto di roccia della Guyana, rispetto al quale possiedono anche coda più lunga.

Anche il galletto di roccia andino è caratterizzato da un marcato dimorfismo sessuale: le femmine, infatti, possiedono piumaggio di colore bruno-ruggine, con ali e coda nere. Nel maschio, invece, la livrea è quasi completamente di colore rosso-arancio, fatta eccezione per la coda, che è nera, e le ali, che sono nere con scapolare grigio cenere. Le zampe sono rosa nei maschi e nere nelle femmine, mentre il becco è anch'esso nero in queste ultime e giallo nei maschi: gli occhi possiedono una certa variabilità nella colorazione a seconda della sottospecie presa in considerazione, potendo essere indipendentemente dal sesso grigio-azzurrini, gialli o rossi.

## Biologia

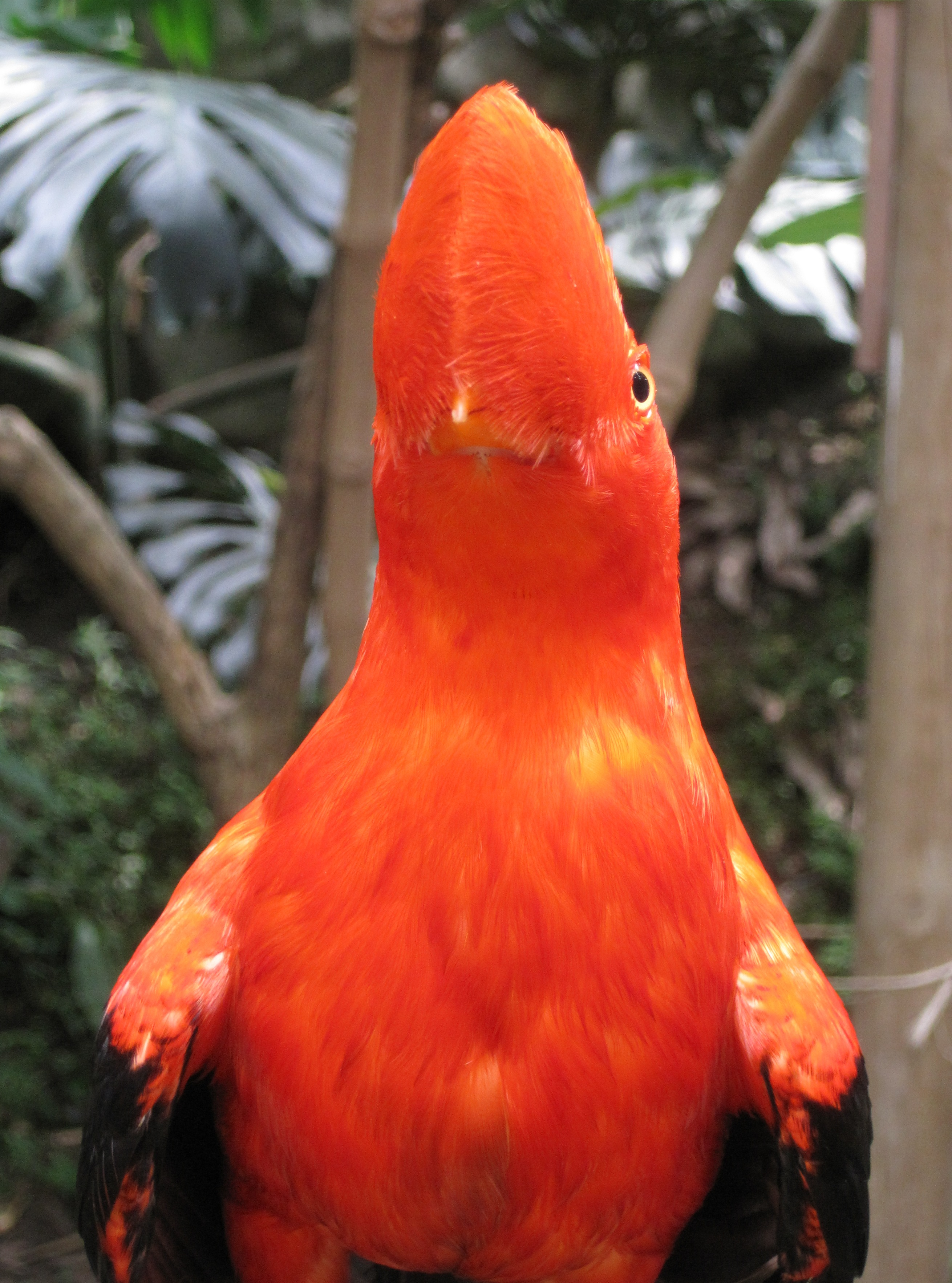
Veduta frontale di un maschio.

I galletti di roccia andini sono uccelli dalle abitudini diurne e perlopiù solitarie, che tendono a passare la giornata sui rami bassi alla ricerca di cibo, salvo poi ritirarsi nel folto della vegetazione della canopia durante la notte.

### Alimentazione
Questi uccelli mostrano dieta prevalentemente frugivora, basata perlopiù sui frutti di piante delle Lauraceae, Annonaceae e Rubiaceae; sporadicamente essi possono cercare proteine di origine animale, nutrendosi di insetti e piccoli rettili e anfibi. I galletti di roccia delle Ande sono stati a più riprese osservati mentre seguivano le formiche legionarie nel loro cammino, allo scopo di nutrirsi dei piccoli animali messi in fuga dall'arrivo di questi insetti. Digerendo unicamente la polpa dei frutti e lasciando intatti i semi (che vengono rigurgitati o espulsi tramite le feci), questi uccelli sono molto importanti nella dispersione di numerose piante da frutto.

### Riproduzione
Si tratta di uccelli poligini, i cui maschi si riuniscono durante la stagione degli amori (che dura generalmente sei mesi ma varia a seconda dell'areale, con le popolazioni ecuadoregne che si riproducono fra luglio e febbraio e quelle colombiane che sfruttano il periodo opposto, febbraio - luglio) in lek dove si esibiscono per attrarre le femmine.

Tre maschi nel parco nazionale di Manu.

Le esibizioni dei maschi sono strettamente legate alla quantità di luce nell'ambiente circostante: questi uccelli, inoltre, sono molto più circospetti rispetto ai loro cugini guyanesi, sicché risulta molto difficile osservarne le parate nuziali a dispetto della colorazione sgrargiante.

All'interno del lek, i maschi tendono a sfidarsi in coppie, coi due sfidanti che si fronteggiano saltellando, arruffando le penne e facendo schioccare il becco, emettendo al contempo dei richiami queruli: l'intera esibizione aumenta d'intensità con l'approssimarsi di una o più femmine, che osservano con cura i maschi, scegliendo di accoppiarsi con quelli più grossi e aggressivi.

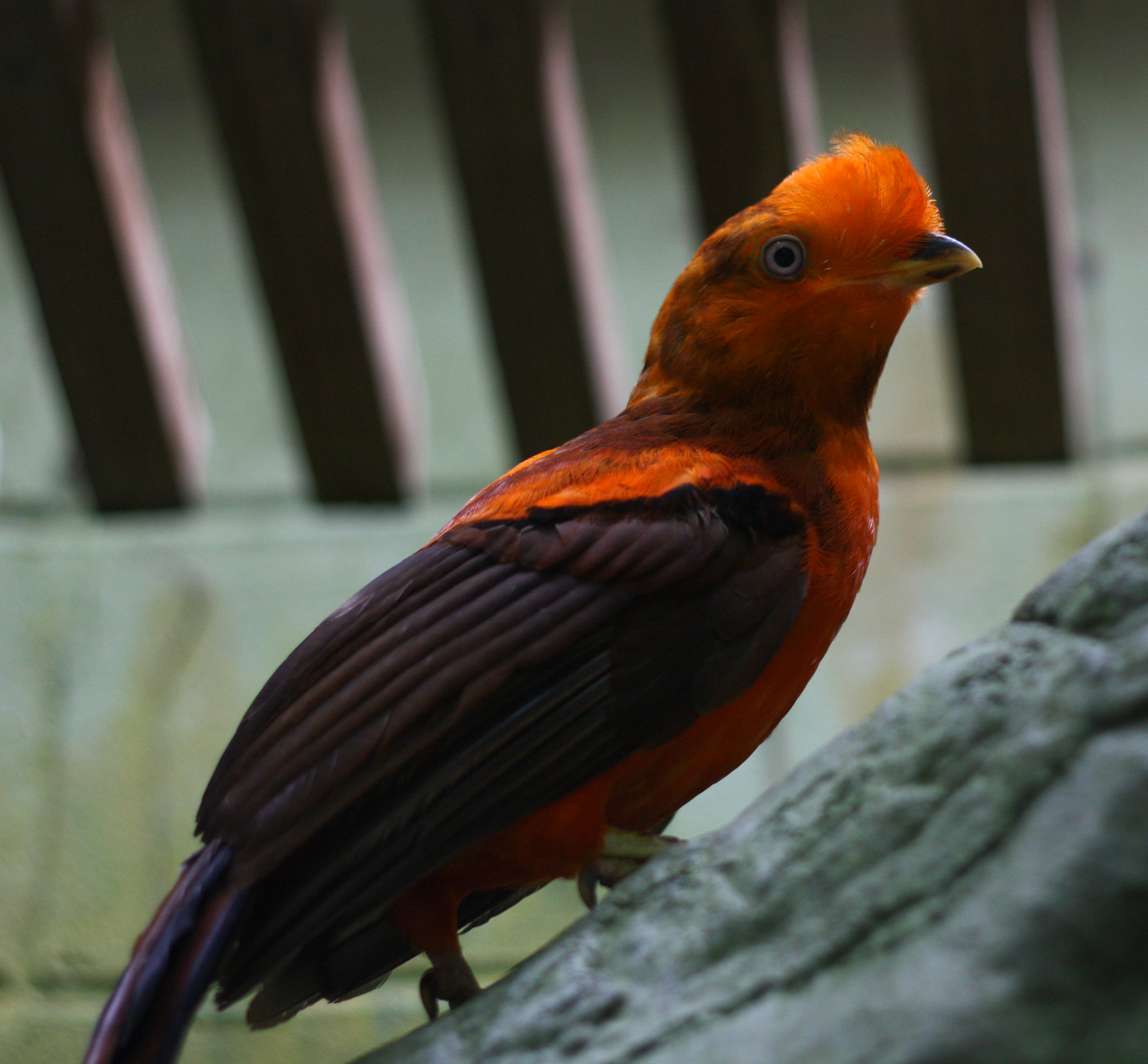
Giovane maschio allo zoo di CIncinnati.

Dopo l'accoppiamento, il maschio e la femmina si separano, col primo che continua ad esibirsi per cercare di accoppiarsi col maggior numero possibile di femmine e la seconda che si sobbarca in completa solitudine la costruzione del nido, la cova e le cure ai nidiacei.

Il nido, a forma di coppa semisferica, viene costruito dalla femmina su pareti rocciose verticali nella foresta con un minimo di riparo dagli elementi, come burroni o caverne: esso viene edificato impastando del terriccio con la saliva e stabilizzato con l'aggiunta di fibre vegetali, come rametti e steli d'erba. La femmina cerca di utilizzare più volte lo stesso nido quando possibile, rimaneggiandolo prima di ogni stagione degli amori: i nidi abbandonati possono essere occupati da altre specie di uccelli, come il merlo acquaiolo testabianca.

All'interno del nido, vengono generalmente deposte dalla femmina due uova di colore bianco sporco, che vengono incubate per 25-28 giorni: i pulli, ciechi ed implumi alla nascita, vengono nutriti con frutta e insetti rigurgitati e sono in grado d'involarsi attorno al mese di vita.

## Distribuzione e habitat

Maschio nel parco nazionale di Manu.

Il galletto di roccia andino, come intuibile dal nome comune, è diffuso nella porzione settentrionale della cordigliera delle Ande, dal Venezuela occidentale alla Bolivia occidentale, attraverso la Colombia, l'Ecuador e il Perù.
L'habitat di questi uccelli è rappresentato dalla foresta pluviale montana e dalla foresta nebulosa fra i 500 e i 2400 m di quota: come il nome comune suggerisce, il galletto di roccia andino è legato alla presenza di affioramenti rocciosi più o meno cospicui, come burroni, crepacci e caverne, nei quali le femmine nidificano.

## Tassonomia

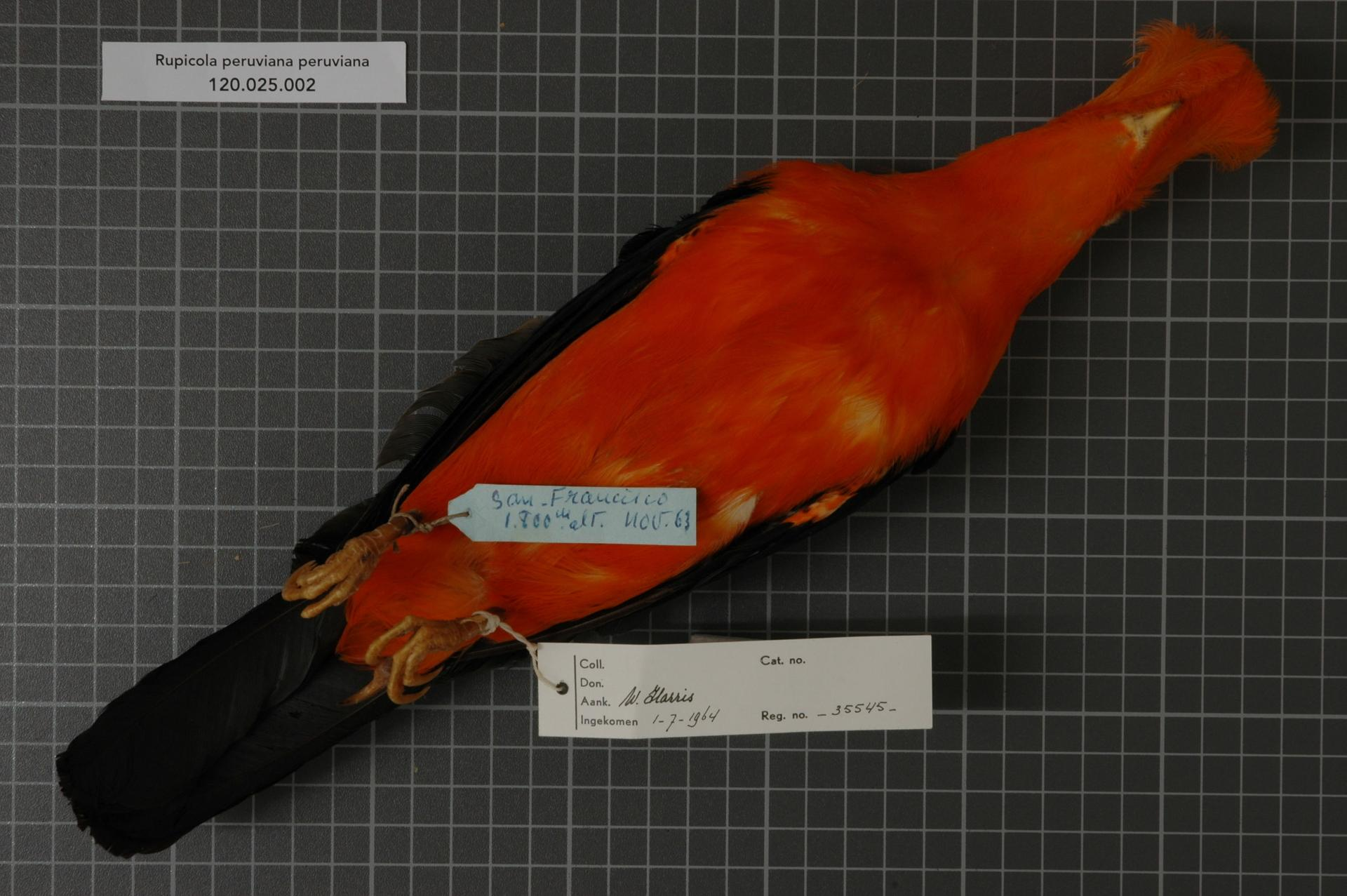
Maschio impagliato della sottospecie nominale.

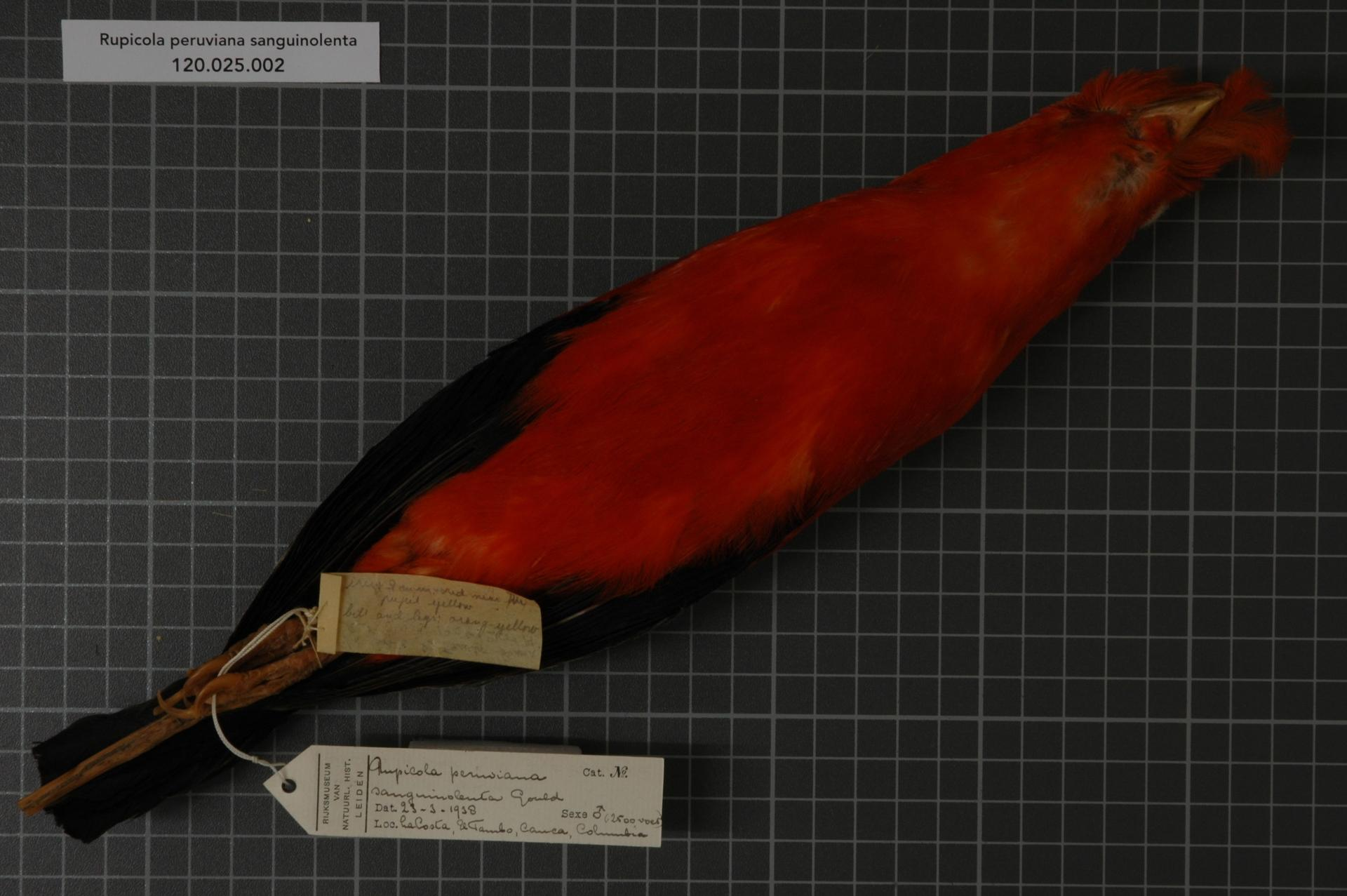
Maschio impagliato della sottospecie sanguinolenta.

Se ne riconoscono quattro sottospecie:
- Rupicola peruvianus peruvianus, la sottospecie nominale, diffusa in Perù grossomodo fra la regione di San Martín e la regione di Junín;
- Rupicola peruvianus aequatorialis Tacaznowski, 1889, diffusa dal Venezuela orientale al Perù settentrionale e all'Ecuador orientale;
- Rupicola peruvianus sanguinolentus Gould, 1859, diffusa in Colombia occidentale ed Ecuador centro-settentrionale;
- Rupicola peruvianus saturatus Cabanis & Heine, 1859, diffusa dal Perù centrale alla regione di Cochabamba in Bolivia;

Le varie sottospecie differiscono fra loro per l'intensità della colorazione rossa e per la colorazione dell'iride.